# چارلز پیرس

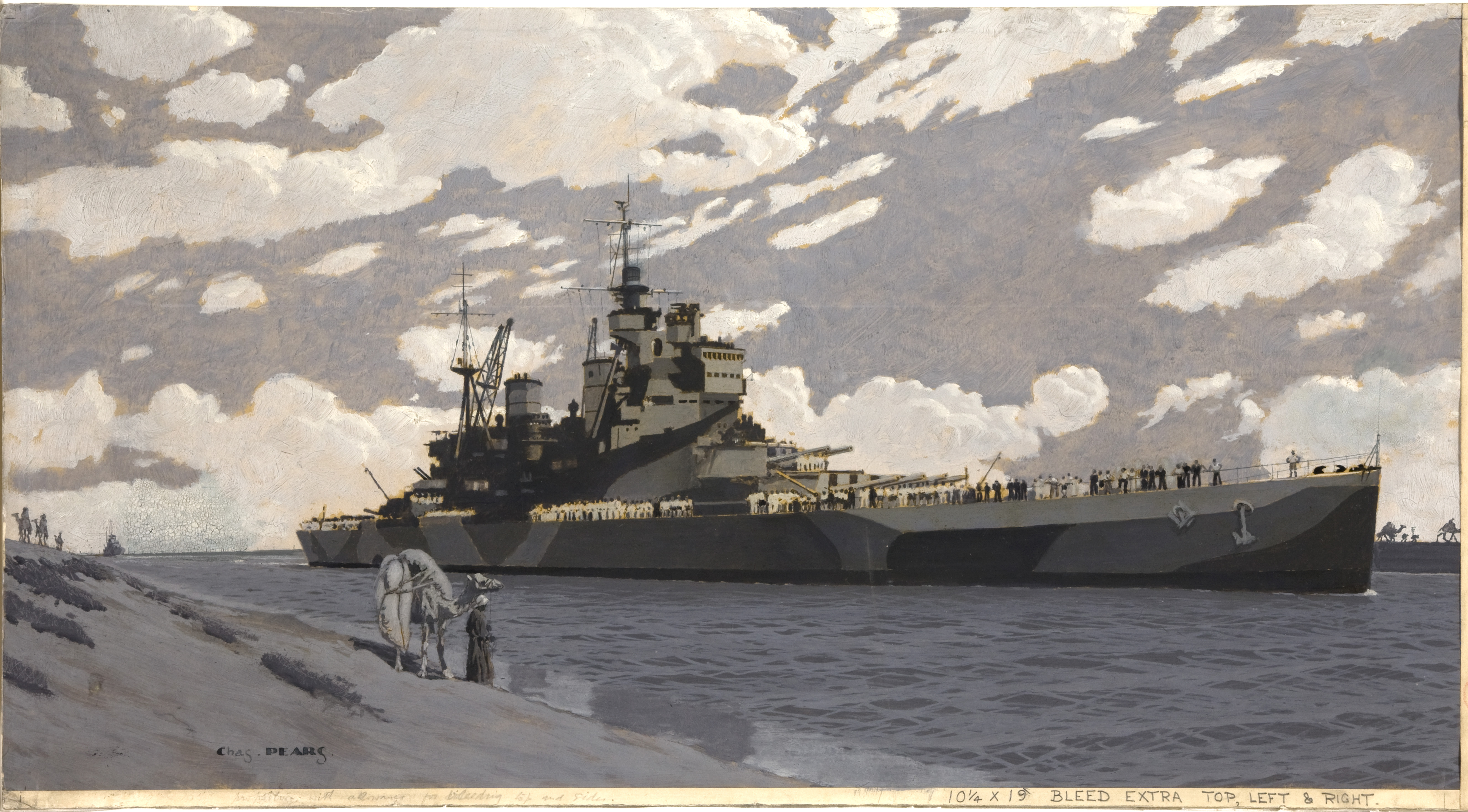
کشتی جنگی اچ‌ام‌اس هاو (۳۲) در کانال سوئز اثر چارلز پیرس

چارلز پیرس (انگلیسی: Charles Pears؛ ۹ سپتامبر ۱۸۷۳ – ۲۸ ژانویهٔ ۱۹۵۸) نقاش، تصویرگر، و هنرمند جنگ اهل بریتانیا بود. کارهای او در مسابقات هنری در بازی‌های المپیک تابستانی ۱۹۲۸ و بازی‌های المپیک تابستانی ۱۹۳۲ حضور داشت.

## زندگی‌نامه
او در پونتفراکت، یورکشایر به دنیا آمد و در همان نزدیکی در کالج ایست هاردویک و پومفرت تحصیل کرد. او که از سال ۱۸۹۰ فعال بود، در طول زندگی حرفه‌ای خود به عنوان تصویرگر کار کرد. آثار مصور اولیه او در نشریاتی مانند پانچ و تصنیف‌های جان میسفیلد گنجانده شد.
پیرس بیشتر به عنوان یک نقاش دریایی شناخته می‌شود، در این حیطه او اغلب آثار خود را به عنوان Chas Pears امضا می‌کرد. پیرس اولین رئیس منتخب انجمن سلطنتی هنرمندان دریایی بود. آثار او از سال ۱۹۰۴ تا ۱۹۳۹ پس از نقل مکان به لندن در آنجا به نمایش گذاشته شد. او همچنین تعدادی کتاب در مورد سفر با قایق‌های کوچک نوشت.
پیرس که در طول جنگ جهانی اول یک افسر مأمور در سپاه تفنگداران دریایی سلطنتی بود، در طول جنگ جهانی اول و دوم به عنوان یک هنرمند جنگ نیز کار کرد. پوستر جنگ جهانی دوم او با عنوان "MV San Demetrio gets home" توسط بانک ان‌اس اند آی منتشر شد، که در حال حاضر بخشی از مجموعه موزه ملی دریانوردی لندن است.
از سال ۱۹۱۳ تا ۱۹۳۶، پیرس یک هنرمند پرکار پوستر بود که برای متروی لندن کار می‌کرد. او همچنین پوسترهایی را برای راه‌آهن لندن و نورث ایسترن و راه‌آهن بزرگ غربی ایجاد کرد. او همچنین آثاری را برای بریتیش ریل خلق کرد.
پیرس در نیمه‌بازنشستگی به سنت ماوس نقل مکان کرد و در ۲۸ ژانویه ۱۹۵۸ در ترورو درگذشت.
امروزه آثار هنری او در مجموعه‌های موزه حمل و نقل لندن، موزه ملی دریانوردی لندن، موزه ملی راه‌آهن، موزه سلطنتی جنگ، و تیت نگهداری می‌شوند. جایزه یادبود چارلز پیرس، که توسط انجمن سلطنتی هنرمندان دریایی اهدا می‌شود، برای بزرگداشت اوست.